# 此岸
此岸（しがん）とは、仏教において彼岸に対比される世界をいい、私たちが住んでいる現世のこと。此の世（このよ）。

## 概要
仏教の民間信仰の教えの一部では、仏の世界は大きな川を隔てた向こう側にあるとされ、彼岸と呼ばれる。それに対し、人間の住む世界を此岸と呼び区別している。死後には彼岸へいけると考えられ、彼岸では、煩悩に煩わされることなく永遠に平穏無事に暮らせると考えられている。それに対し現世である此岸は生きた人間であるゆえの煩悩に苦しめられ、あくせく暮らすとされる。彼岸と此岸の距離は、暦により変化すると考えられ毎年、3月20日の「お彼岸」は彼岸と此岸がもっとその距離が縮まると考えられる。